# 帕德雷拉斯卡薩斯 (智利)

38°46′S 72°36′W / 38.767°S 72.600°W
帕德雷拉斯卡薩斯（西班牙語：Padre Las Casas），是智利的城鎮，位於該國南部阿勞卡尼亞大區的考丁省，始建於1995年6月2日，面積400.7平方公里，海拔高度86米，2012年人口72,892人，人口密度每平方公里180人。